# Daniela Sruoga
Daniela Sruoga (Buenos Aires, 21 de setembro de 1987) é uma jogadora de hóquei sobre a grama argentina que já atuou pela seleção de seu país. É irmã da leona Josefina Sruoga.

## Olimpíadas de 2012
Daniela Sruoga conquistou uma medalha de prata nas Olimpíadas de Londres de 2012. A seleção da Argentina terminou a fase inicial do torneio olímpico em primeiro lugar do seu grupo, com três vitórias em cinco jogos. Na semifinal, as leonas derrotaram as anfitriãs britânicas por 2 a 1. Mas na grande final, Daniela e suas companheiras de equipe não conseguiram evitar a derrota para os Países Baixos, que venceram por 2 a 0 e deixaram a Argentina com a prata.

## Vida pessoal
Daniela é irmã de Josefina Sruoga, que também é uma leona, termo pelo qual são chamadas as jogadoras do selecionado argentino de hóquei feminino. As duas conquistaram a prata nos Jogos Olímpicos de 2012.